# Jay Bentley
Jay Dee Bentley (Wichita (Kansas), 6 juni 1964) is de huidige basgitarist en medeoprichter van de Amerikaanse punkrockband Bad Religion. Hij speelde mee tot 1982, vóór de uitgave van het tweede album van de band: Into the Unknown. In 1986 keerde hij terug bij de band.

## Albums
Bentley speelde mee op de volgende albums van Bad Religion:
- How Could Hell Be Any Worse? (1982)
- Suffer (1988)
- No Control (1989)
- Against the Grain (1990)
- Generator (1992)
- Recipe for Hate (1993)
- Stranger than Fiction (1994)
- The Gray Race (1996)
- Tested (1997)
- No Substance (1998)
- The New America (2000)
- The Process of Belief (2002)
- The Empire Strikes First (2004)
- Live at the Palladium (2006)
- New Maps of Hell (2007)
- 30 Years Live (2010)
- The Dissent of Man (2010)